# 戴维·伍顿
戴维·伍顿（英語：David Richard John Wootton，1952年1月15日—）是英国历史学家，出生于英格兰漢普郡温彻斯特，在牛津大学和剑桥大学毕业，主要作品有《科学的诞生：科学革命新史》（The Invention of Science: A New History of The Scientific Revolution）等。